# Elliptio
Elliptio is een geslacht van tweekleppigen uit de familie van de Unionidae.

## Soort
- Elliptio complanata (Lightfoot, 1786)